# Oberbürgermeisterwahl in Frankfurt am Main 2018
Die Oberbürgermeisterwahl in Frankfurt am Main 2018 fand gemäß § 39 Abs. 3 S. 1 der Hessischen Gemeindeordnung (HGO) am 25. Februar 2018, sechs Jahre nach der Oberbürgermeisterwahl 2012 statt. Da kein Kandidat die absolute Mehrheit erhalten hat, fand gemäß § 39 Abs. 1b HGO am 11. März 2018 eine Stichwahl zwischen den beiden stimmenstärksten Bewerbern Bernadette Weyland und Peter Feldmann statt. Feldmann gewann die Stichwahl mit 70,8 % der Stimmen und trat seine zweite Amtszeit an. Später wurden illegale Spendenabsprachen Feldmanns bei der Wahl bekannt und führten zu einer Anklage der Frankfurter Staatsanwaltschaft.

## Ausgangslage
Amtsinhaber war Peter Feldmann (SPD), der sich 2012 in einer Stichwahl gegen den damaligen hessischen Innenminister Boris Rhein (CDU) durchsetzen konnte. Seit den Kommunalwahlen in Hessen 2016 regiert in Frankfurt eine Kenia-Koalition aus SPD, CDU und Grünen.

## Kandidaten
Peter Feldmann trat für eine Wiederwahl an. Die CDU nominierte Bernadette Weyland, Staatssekretärin im Hessischen Ministerium der Finanzen. Für die Grünen kandidierte Nargess Eskandari-Grünberg, ehrenamtliche Stadträtin und ehemalige Dezernentin für Integration der Stadt Frankfurt. Für Die Linke trat Janine Wissler, stellvertretende Parteivorsitzende und Fraktionsvorsitzende im hessischen Landtag, an. Die PARTEI schickte den Stadtverordneten Nico Wehnemann in die Wahl für das Oberbürgermeisteramt. Als unabhängige Kandidaten traten der ehemalige Frankfurter Ordnungsdezernent Volker Stein sowie der parteilose Karsten Schloberg – von Beruf Friseurmeister – an. Zudem traten Michael Weingärtner (Freie Wähler), der bei der Feuerwehr Frankfurt am Main arbeitet, und Ming Yang an, der unter anderem Mitglied der kommunalen Ausländervertretung in Frankfurt am Main ist. Darüber hinaus kandidierten Felicia Herrschaft, die zurzeit an der Johann Wolfgang Goethe-Universität Frankfurt am Main arbeitet, und die Diplom-Ingenieurin Juli Wünsch sowie der Lachtherapeut Hein Gottfried Fischer.

## Ergebnisse

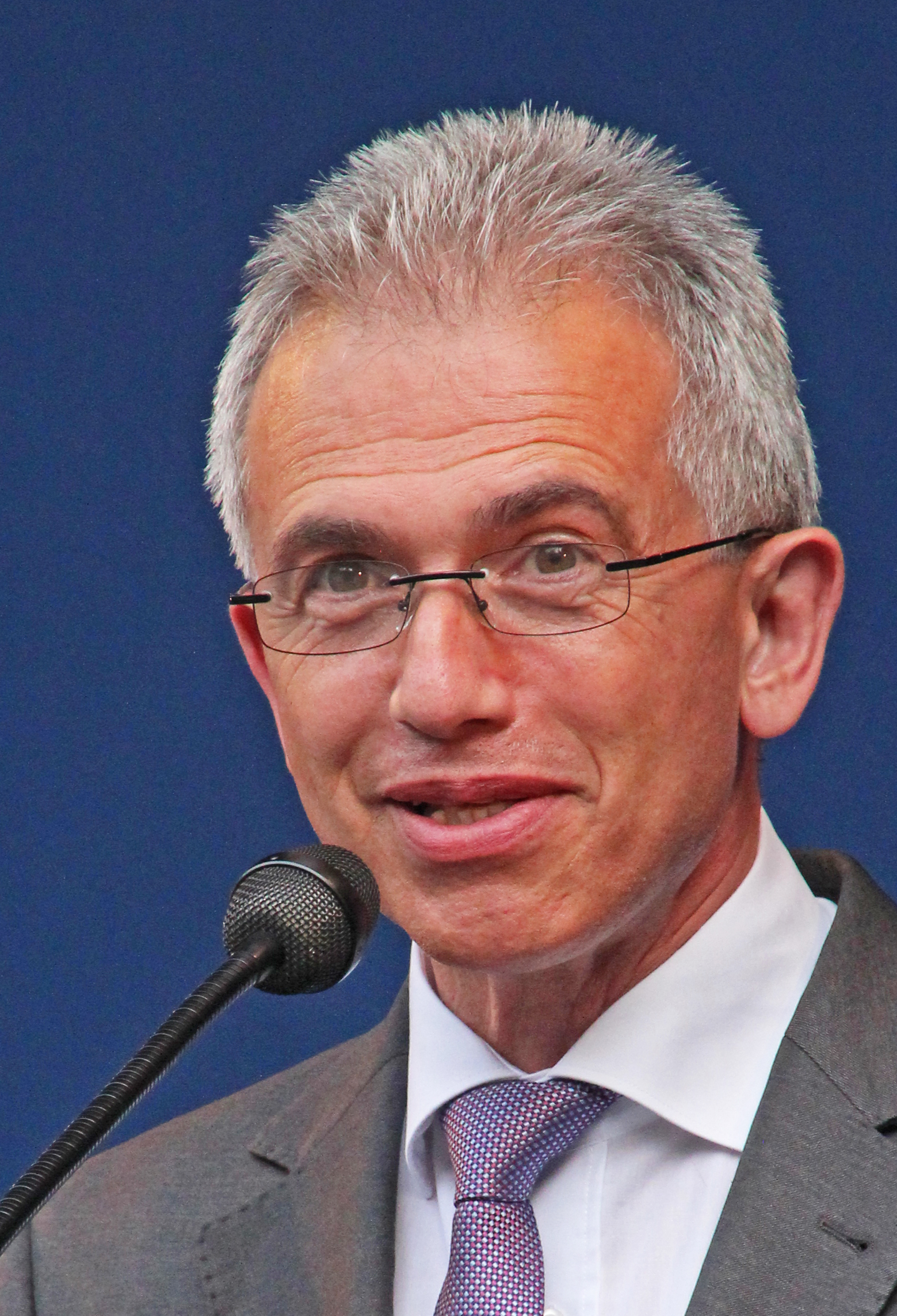
Peter Feldmann (2017)

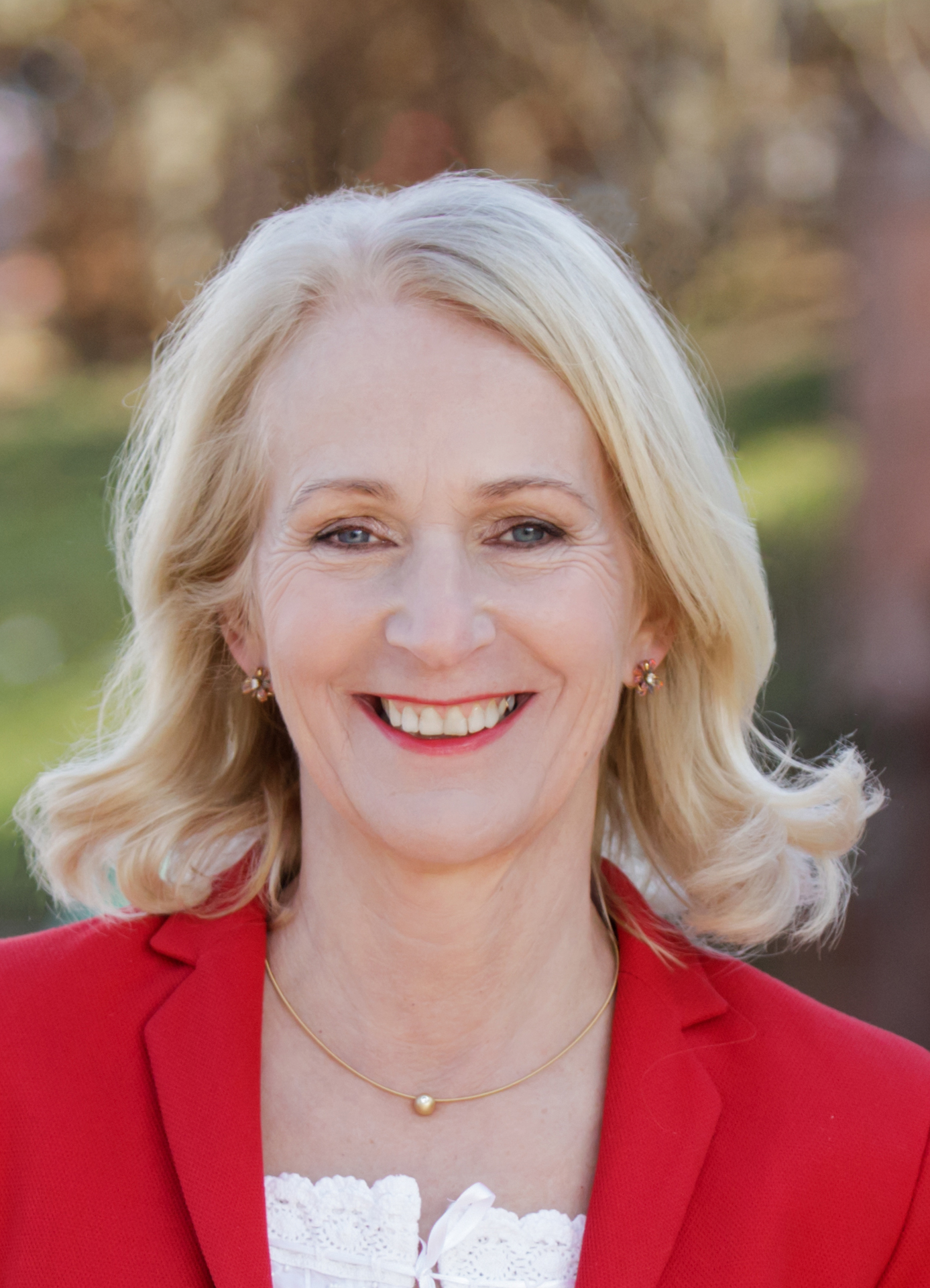
Bernadette Weyland (2017)

### Erster Wahlgang
Bei der Wahl am 25. Februar 2018 entschieden sich gemäß vorläufigem Endergebnis 46,0 % der Wähler für den amtierenden Oberbürgermeister Peter Feldmann (SPD) und 25,4 % für Bernadette Weyland (CDU). Da Feldmann die absolute Mehrheit verfehlte, traten diese beiden Kandidaten zur Stichwahl am 11. März an. Den drittstärksten Stimmenanteil erhielt Nargess Eskandari-Grünberg (Grüne) mit 9,3 %, darauf folgen Janine Wißler (Linke) mit 8,8 % sowie der unabhängige Kandidat Volker Stein mit 5,9 %. Die übrigen sieben Anwärter erreichten Ergebnisse unter 2 %.
Ergebnis im ersten Wahlgang:
| Name                       | Partei       | Prozent |
| -------------------------- | ------------ | ------- |
| Peter Feldmann             | SPD          | 46,0    |
| Bernadette Weyland         | CDU          | 25,4    |
| Nargess Eskandari-Grünberg | Grüne        | 9,3     |
| Janine Wissler             | Linke        | 8,8     |
| Volker Stein               | unabhängig   | 5,9     |
| Michael Weingärtner        | Freie Wähler | 1,5     |
| Nico Wehnemann             | Die PARTEI   | 1,1     |
| Karsten Schloberg          | unabhängig   | 0,8     |
| Ming Yang                  | unabhängig   | 0,5     |
| Dr. Felicia Herrschaft     | parteilos    | 0,2     |

Die Wahlbeteiligung betrug 37,6 %.

### Stichwahl
Da im ersten Wahlgang kein Kandidat die absolute Mehrheit der Stimmen auf sich hatte vereinigen können, fand am 11. März 2018 eine Stichwahl zwischen Peter Feldmann und Bernadette Weyland statt. In dieser Stichwahl wurde Feldmann mit großer Mehrheit in seinem Amt bestätigt.
| Name               | Partei | Prozent |
| ------------------ | ------ | ------- |
| Peter Feldmann     | SPD    | 70,8    |
| Bernadette Weyland | CDU    | 29,2    |

Die Wahlbeteiligung lag bei 30,2 %.

## Spendenaffäre
Im Zuge der Korruptionsermittlungen gegen Peter Feldmann und seine Ehefrau wurde 2022 bekannt, dass die lokale AWO für die Wahl eine illegale Absprache mit Feldmann getroffen hatte. Nach dieser wurde Feldmann von der AWO im Wahlkampf mit Spenden unterstützt, im Gegenzug für sein Versprechen, er werde die Interessen der AWO dann als Stadtoberhaupt „wohlwollend berücksichtigen“. Auf Grundlage dieser Absprache hat die AWO zudem ihre eigenen Mitarbeiter in internen Chats „ermuntert“, für Feldmann zu spenden und Spenden für ihn einzutreiben. Die Frankfurter Staatsanwaltschaft erhob unter anderem aufgrund dieser Vorgänge Anklage gegen Feldmann.